# Elatostema longicollum
Elatostema longicollum är en nässelväxtart som beskrevs av H. Winkl.. Elatostema longicollum ingår i släktet Elatostema och familjen nässelväxter. Inga underarter finns listade i Catalogue of Life.